# Daniela Domröse
Daniela Domröse (* 1982 in Nürnberg) ist ein deutsches Model. Am 19. Januar 2006 wurde sie in Krefeld als Miss Bayern zur Miss Deutschland gewählt. Bei der Miss-Europe-Wahl am 27. Oktober des gleichen Jahres in Kiew belegte sie Platz 6.

## Leben
Daniela Domröse studierte an der Friedrich-Alexander-Universität in Erlangen Rechtswissenschaften. Ihren ersten Auftritt im Rampenlicht hatte sie bei Star Search 1 auf Sat.1, wo sie den zweiten Platz in der Kategorie „Model“ belegen konnte. Sie ist Mitglied der Jungen Union.
Seit 5. Oktober 2007 moderiert sie für den Fernsehsender Hamburg 1 das Lifestyle-Magazin Jeannie X sowie das Society-Magazin Party Patrol. Dazu verlegte sie ihren Wohnsitz von Nürnberg nach Hamburg. 2013 lebt sie in Salzburg, wo sie am Bezirksgericht arbeitet und in ihrem Studienfach promoviert. Bis 2018 war sie bei der KPMG WPG in Nürnberg tätig.

## Familie
Ihre jüngere Schwester Nadine Domröse wurde am 2. Dezember 2006 als ihre Nachfolgerin zur Miss Bayern 2007 gewählt und erzielte als solche bei der Miss-Deutschland-Wahl am 26. Januar 2007 im ägyptischen Badeort Hurghada Platz 2.